# Riksspelmansstämman på Skansen 1910
Vid Riksspelmansstämman på Skansen 1910 deltog en samling inbjudna spelmän från hela Sverige, som spelade för en sittande publik. Spelmännen hade kvalificerat sig genom att placera sig väl på tävlingar i sina respektive hemtrakter, de föregående fyra åren. Stämman hölls under beskyddarskap av kung Gustaf V.

## Historik
Uppspelningarna var solo eller solo med ackompanjemang, enligt programboken. Det var planerat att hållas på Skansen under tre dagar, lördag den 6 till måndag den 8 augusti. Det var två uppspelningar per dag, kl. 14 och kl. 18.30, uppdelat så att ingen framträdde mer än en gång per dag. Varje konsert skulle inledas med hornblåsning och avslutas med samspel på två fioler, eller fiol och klarinett. Alla Sveriges landskap, utom Lappland, var representerade med en eller flera spelmän. Flest representanter, 8 stycken var, kom från Dalarna och Jämtland. Även Norrbottens två representanter kom ursprungligen från dessa två landskap.
Tanken var att det skulle bli en stämma, utan tävlingsinslag. Anders Zorn var ekonomisk garant, och urvalet av spelmän och låtar gjordes av Nils Andersson. För det praktiska administrativa arbetet anlitades Nils Keyland från Nordiska museet och Skansen.

Redan 1905 hade Nils Andersson kontaktat Nordiska museets styresman Bernhard Salin om att ordna en uppvisning av gamla folkmelodier på Skansen. Ett par år senare uppvaktade musikdirektör A. O. Assar Musikaliska Akademiens preses prins Gustaf (sedermera Gustaf V) om att få anordna en spelmanstävling på Skansen. Projektet föreföll lockande, men Nils Andersson argumenterade emot. Assar uppvaktade även Salin och den nyblivne kungen Gustaf V följande år, och det var inte förrän den tilltänkte mecenaten Anders Zorn sade ifrån som tävlingstanken föll. Nils Andersson skriver till Otto Andersson:
”Nu blir tillställningen på Skansen vad jag själv åsyftat: ett möte, en stämma, av representativa spelmän inför allmänheten. Ingen tävlan om penningpris, eller några pris överhuvudtaget, endast en sammankomst för idkandet av folkmusik till spelmännens nytta och förkovran samt till allmänhetens upplysning och nöje, framför allt till glädje och uppbyggelse för alla dem som intressera sig för folkmusik. Nu kan det bli något rent av instruktivt av det hela.”
Till de deltagande hade Zorn ritat ett märke att bäras under uppspelningarna, färdigställt av konstnärsvännen Vicke Andrén, och tillverkat i silver av juvelerare Hallberg.
75 spelmän inbjöds, och 65 deltog, dock endast två kvinnor. Efter uppspelningarna på lördagen och söndagen bjöds deltagarna på fest på Högloftet på Skansen, med dans. På grund av kvinnobristen dansade ”gubbarna” med varandra. På lördagen stod styresman Salin för värdskapet, på söndagen Zorn.
På grund av ihållande regn fick de två första dagarna hållas i Musikaliska Akademiens stora sal vid Nybrokajen. På söndagskvällen hade ändå ett tiotal spelmän sökt sig till Skansen, och spelade där. På måndagen hölls uppspelningarna på Skansens friluftsteater, vid nedre Solliden, där det från början var tänkt (ungefär där visenterna finns idag).
Programmet sattes ihop av Nils Andersson, med tanken att låta publiken höra så mycket som möjligt av folkmusik från olika delar av Sverige vid varje tillfälle, och både låtar och spelmän presenterades i programboken. De flesta av deltagarna hade Nils Andersson tecknat upp låtar efter, ofta i samband med spelmanstävlingar där han varit domare.
En incident inträffade under det avslutande programmet. Nöstmo Halvar Halvarsson spelade en avslutande hornlåt, och Stina Pettersson, ”Bullermor”, från Gagnef, som inte var inbjuden men arbetade på Skansen, kunde inte hålla sig utan klev ut på scenen och stämde upp sitt horn till svar. Då kunde inte heller Ris Kerstin Persson hålla sig; även hon stämde upp sitt horn. Slutligen svarade Bullermor med en hornsignal, innan duellen måste avslutas av konferencieren.

## Deltagare vid Riksspelmansstämman på Skansen 1910[4]

Deltagare vid Riksspelmansstämman på Skansen 1910.

Deltagare enligt bilden sittande från vänster:
- Albert Fossum, Dingle.
- Jon-Erik Öst, Bergsjö.
- Maria Sohlberg, Munkedal.
- Nils Bengtsson, Åskloster.
- Nöstmo Halvar Halvarsson, Malung.
- Timas Hans Hansson, Ore.
- Anders Frisell, Mockfjärd.
- Olof Tillman, Dala-Floda.
- Hjort Anders Olsson, Bingsjö.
- Ris Kerstin Persson, Rättvik.
- Höök Olof Andersson, Rättvik.
- Lars Åhs, Älvdalen.
- Karl Stenström, Slöinge.

Deltagare enligt bilden andra raden från vänster:
- John Erik Schedin, Skälby.
- Axel Wester, Vingåker.
- August Frank, Ekolsund.
- Leonard Pettersson, Rejmyre.
- Johan Schedin, Skälby.
- Niklas Larsson, Svarteborg.
- Henrik Lönnberg, Järbo.
- Per Joel Berndtsson, Stenestad.
- Johan August Warnberg, Töcksfors.
- Sven Berndt, Stenestad.
- Janne Stenström, Alingsås.
- Jean Johansson Wristel (”Blinde Janne”), Gränna.
- Per Nilsson Dahlberg, Nymö.
- Carl Björklund, Alingsås.
- Johan Andersson, Snavlunda.
- Johan Hesselberg, Martebo.
- Pelle Schenell, Gnarp.
- August Fredin, Loftahammar.
- Jon-Erik Hall, Hassela.
- Lars Johan Sundell (”Lars i Svarven”), Västervik.
- August Bohlin, Skuttunge.
- Nils Jonsson, Hällnäs.
- Carl Viktor Rulin, Rönneshytta.
- Emil Askelund, Brömsebro.
- Ante Sundin, Matfors.
- Olof Andersson, Åhus.
- Herman Älander, Härnösand.
- Anders Andersson, Ingemundsta.
- Karl Fredrik Hildebrand, Tåby.
- Erik Gustaf Englund, Tierp.
- Fyr Olov Söderström, Gällivare.
- Nils Olsson, Sjögestad.
- Albert Boström, Flodafors.

Deltagare enligt bilden tredje raden från vänster:
- Jöns Persson, Parteboda.
- Per Jonas Stormberg, Övertorneå.
- Nils Andersson, Hammerdal.
- Bengt Bixo, Mörsil.
- E. Eriksson, Orrviken.
- Erik Olofsson, Digernäs.
- Erik Nilsson, Mattmar.
- Mårten Andersson, Mattmar.
- Arvid Brännlund, Hammarstrand.
- Johan Munter, Mattmar.
- Carl Lorensson, Abbekås.
- August Odhner, Åmål.
- Carl Joh. Pettersson (”Klarinett-Kalle”), Ramnäs.
- Gullik Falk, Borgsjö.
- Jon Ersson, Arbrå.
- Lillback Olof Olsson, Arbrå.
- Anders Olsson (”Tulpan”), Alfta.
- Hans Wahlman (”Pajas”), Alfta.
- Tor Hamrin, Vemdalen.